# Vlado Černozemski
Vlado Černozemski (19. října 1897 – 9. října 1934), narozen jako Veličko Dimitrov Kerin (bulharsky Величко Димитров Керин) byl bulharský revolucionář a atentátník, považovaný ve své domovině za národního hrdinu. Byl znám jako Vlado Georgiev Černozemski, Vlado Dimitrov Černozemski nebo též Vlado Šofjora („Řidič Vlado“). Řadí se mezi nejnebezpečnější evropské atentátníky 20. století.
Narodil se ve vesnici Kamenica (dnes součást města Velingrad). V roce 1922 se připojil k makedonské nacionalistické organizaci VMRO, na jejíž aktivitách se podílel. V roce 1924 spáchal atentát na předsedu bulharské komunistické strany, Dimo Hadžidimova a za tento čin byl o čtyři roky později odsouzen k trestu smrti. Roku 1932 však získal amnestii a věznici tak mohl opustit. Roku 1930 zavraždil na příkaz Ivana Mihajlova dalšího z členů levého křídla organizace VMRO.
Černozemski spolu s dalšími bojovníky VMRO soustavně operovali v dnešní Severní Makedonii, která po první světové válce připadla Jugoslávii. Ta se následně intenzivně snažila srbizovat zdejší obyvatelstvo (Makedonce), které však Bulharsko považovalo za součást bulharského národa. Černozemski se účastnil více než patnácti soubojů s tehdejšími jugoslávskými policejními silami, které bránily represivní protibulharský režim. Jeho symbolem byl jugoslávský král Alexandr I., který se tak stal přirozeným cílem k likvidaci.
Černozemski provedl atentát na krále Alexandra při jeho státní návštěvě ve Francii, konkrétně v Marseille dne 9. října 1934. Podařilo se mu zastřelit nejen panovníka, ale zbloudilá kulka zabila i jeho spolujezdce v autě, francouzského ministra zahraničí Louise Barthoua. Černozemski byl ihned po svém životním činu zastřelen francouzským policistou, 10 dní před svými nedožitými 37. narozeninami.